# Burg Naumburg (Naumburg)
Die Burg Naumburg, früher auch Nuwenburc genannt, ist eine abgegangene Höhenburg auf einem Bergkegel bei 338 m ü. NN südwestlich oberhalb der Altstadt auf dem Bergrücken des Burghains der Kleinstadt Naumburg im Landkreis Kassel in Hessen.

## Geschichte
Die Nuwenburc, obwohl erst 1182 in den Quellen genannt, wurde wahrscheinlich bereits zu Beginn des 12. Jahrhunderts von dem örtlichen Geschlecht der Edelfreien von Naumburg erbaut.
Sie wurde um 1170 urkundlich, als die Grafen von Naumburg benannt wurden. Der Name deutet eigentlich an, das eine ältere Burg bestanden haben muss. Im Schutz der Burg entwickelte sich dann auch der Ort, der 1206 genannt wurde und schon 1260 Stadtrechte bekam.
1265 starb Graf Volkwin von Naumburg. Im Namen seiner minderjährigen Söhne veräußerte Widekind von Naumburg, Volkwins Bruder und Domherr zu Halberstadt, die Stammgüter an Landgraf Heinrich I. von Hessen. Vermutlich nicht ganz zu Recht, denn 1266 kommen Burg und Ort zur Hälfte an Mainz, das später auch den Rest erwirbt. Diese Verkäufe führten 1271/1273 zu einer Fehde des Landgrafen gegen Mainz, in der die Naumburg, wie auch die Weidelsburg zerstört werden. Beide werden jedoch neu aufgebaut.
1345 von Mainz zur Hälfte an die Grafen von Waldeck und an Thilo von Elben verpfändet, kam die Burg 1384 an die von Hertingshausen, die 1400 auch den waldeckschen Anteil als Afterlehen erworben hatten. Diese hatten dann die Burg fast hundertfünfzig Jahre im Besitz. Da Friedrich von Hertinghausen am 5. Juni 1400 mit anderen Adligen den Herzog von Braunschweig Friedrich I. zu Braunschweig und Lüneburg bei Kleinenglis ermordete (Kaiserkreuz (Kleinenglis)), wurde die Burg durch braunschweigische und hessische Truppen unter Landgraf Hermann II. belagert, aber nicht eingenommen. Erst ab 1443 wegen weiterer Fehden und Räubereien (vermutlich der beginnenden Bundesherrenfehde) wurde die Burg 1448 von Mainzer und hessischen Truppen gemeinsam belagert und schließlich eingenommen. Die von Hertingshausen durften aber den Burgsitz behalten.
Erst 1544 lösten die Waldecker unter Graf Phillip dem Älteren die Naumburg aus und die von Hertinghausen mussten die Burg verlassen. 1588 kam die Burg wieder in Mainzer Besitz und blieb es bis zum Ende des alten Reiches 1802. Mainz ließ die Burg mit Amtsleuten besetzen.
Die Burg soll bis zum Dreißigjährigen Krieg bewohnt gewesen sein. 1626 wurde Burgschloss und Stadt durch braunschweigische und hessische Truppen niedergebrannt. Die Burg blieb Ruine. Ihre Steine wurden nach und nach abgetragen und zum Wiederaufbau der Kleinstadt benutzt.

## Beschreibung nach dem Stich von 1605/1646
Wie die Burg vor dem 17. Jahrhundert aussah, ist unbekannt. Wann die Burg dann schlossartig ausgebaut wurde ebenfalls.
Im Merian-Stich von 1646, der aber auf einer Vorlage von Wilhelm Dilich von 1605 beruht, ist die Hauptburg als doppelter, mindestens dreistöckiger Palas (zwei ananeinandergefügte Gebäude) mit steilem Zeltdach und mit anstehendem rechteckigen Bergfried dargestellt. 2 Eckerker oder Wichhäuser Richtung Ortsseite sind sichtbar. Kräftige Stützmauern sind in dem Stich sichtbar. Eine Schmalseite weist einen Treppengiebel auf, der zwei Etagen beinhaltet. Ein weiterer schmalerer mindestens vierstöckiger, sechs- oder oktagonaler Turm mit Turmhelm befindet sich an der Längs- und Außenseite der Burg, vermutlich ein Treppenturm. Zum Ort hin ist eine Bering sichtbar, mit einem kleinen Haus im Mauerbereich, wahrscheinlich dem Torhaus. Dasselbe ist wieder an allen Ecken mit Ecktürmchen besetzt und trägt ein Satteldach. Auf halbem Weg zum Ort ist ein weiteres Gebäude auf einem Sporn sichtbar. Ob es als eine Art Vorburg, Wirtschaftshof oder Sicherungsgebäude zu betrachten ist, bleibt offen.
Der Burgstall enthält heute nur noch geringe Mauer- und Grabenreste.
Eine Info-Tafel des Eco Pfad Archäologie Naumburg informiert über das Aussehen der Burg Naumburg.